# Вулиця Енергетична (Тернопіль)
Вулиця Енергетична — одна з вулиць міста Тернополя.

## Відомості
Розпочинається від кільцевої розв'язки вулиці Збаразької та проспекту Злуки, пролягає на південь та закінчується біля АГНКС Метан. У вулиці є правобічне відгалуження, яке пролягає на захід. На вулиці розташовані переважно приватні будинки.

## Установи
- ВАТ «Тернопільобленерго» (Енергетична, 2)
- ТОВ «Тернопільелектропостач» (Енергетична, 2В)